# Francis Cadell (peintre)
Pour les articles homonymes, voir Cadell.
Ne doit pas être confondu avec Francis Cadell.
Francis Campbell Boileau Cadell (12 avril 1883 - 6 décembre 1937) est un peintre coloriste écossais, renommé pour ses représentations d'intérieurs élégants de son Édimbourg natal ainsi que pour ses paysages  de l’île de Iona.

## Biographie
Francis Cadell est né à Édimbourg. Il a été éduqué à l’Académie d'Édimbourg et a été encouragé par le peintre Arthur Melville à partir dès l'âge de 16 ans pour étudier à Paris à l'Académie Julian. Il y a été en contact avec l'avant-garde française, et y a découvert les premiers fauvistes en particulier Matisse. Cela s'est révélé être une influence durable bien qu’il fût aussi intéressé par la manière de James Abbott McNeill Whistler et celle d’Édouard Manet. Il a également étudié brièvement à Munich et à Venise. Après son retour en Écosse, il a régulièrement exposé à Édimbourg et à Glasgow — notamment au Royal Glasgow Institute of the Fine Arts — ainsi qu'à Londres.
Cadell était un peintre gaucher. Lorsqu’il était étudiant à l'Académie royale écossaise, le président a tenté de l'empêcher de peindre avec sa main gauche parce qu’« aucun artiste gaucher n'est devenu génial » avait il dit. Cadell répliqua « Monsieur et n'y a-t-il pas la grande peinture de Michel-Ange ? » Le président n'a pas répondu et a quitté la salle rapidement. Un camarade  lui a demandé comment il savait que Michel-Ange était gaucher. Cadell a avoué « Je ne savais pas, mais le président non plus ».

"
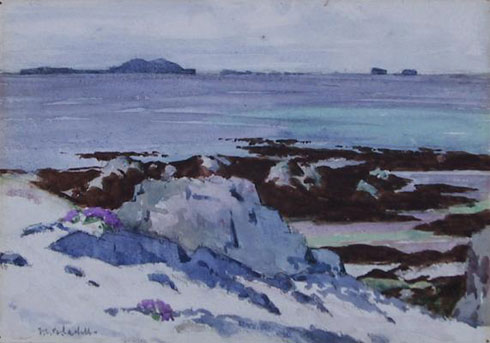
Iona, Looking North
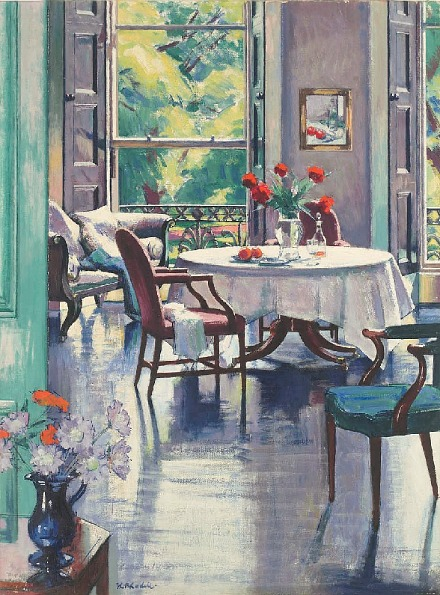
Cadell interior
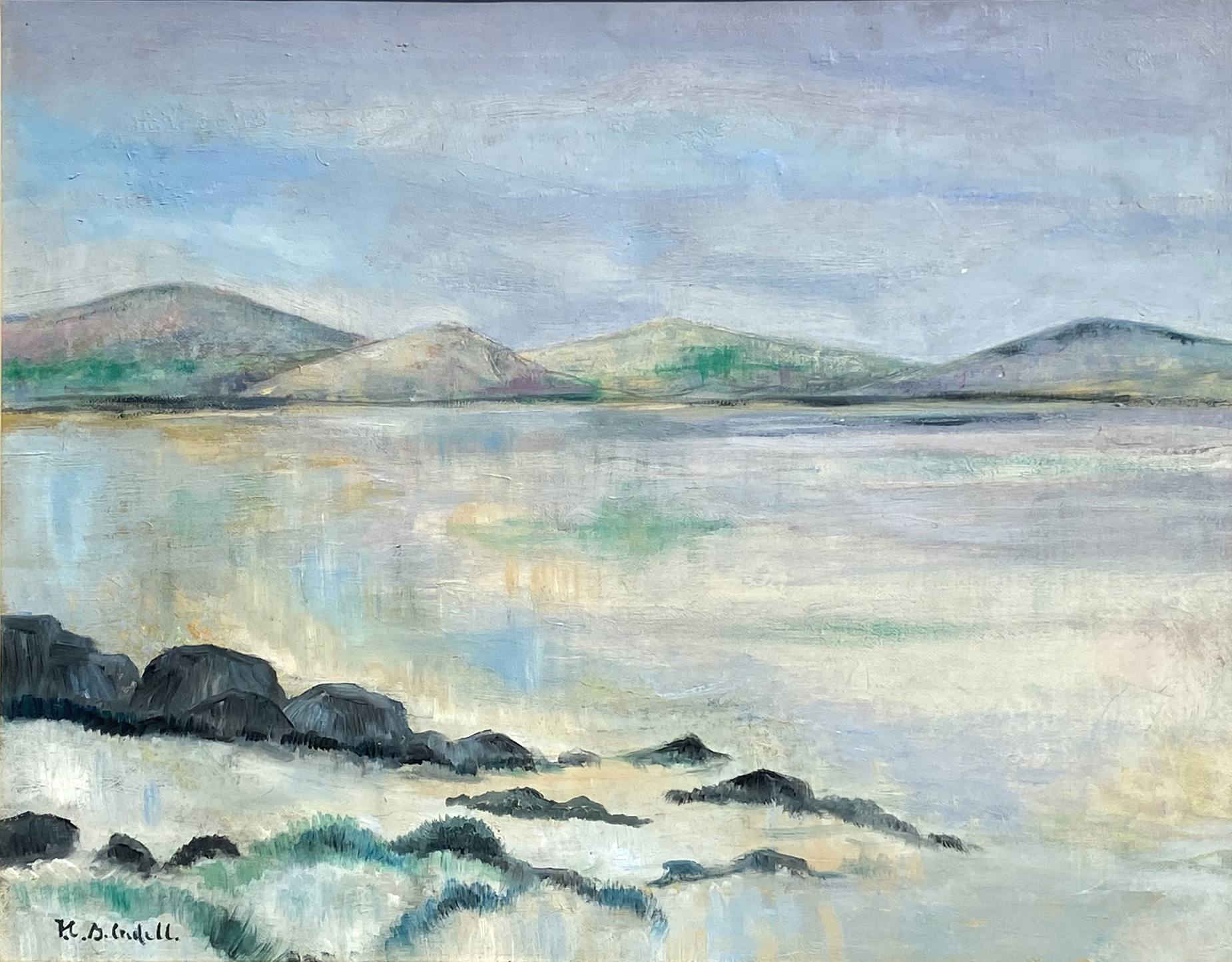
Landscape Iona, c.1930
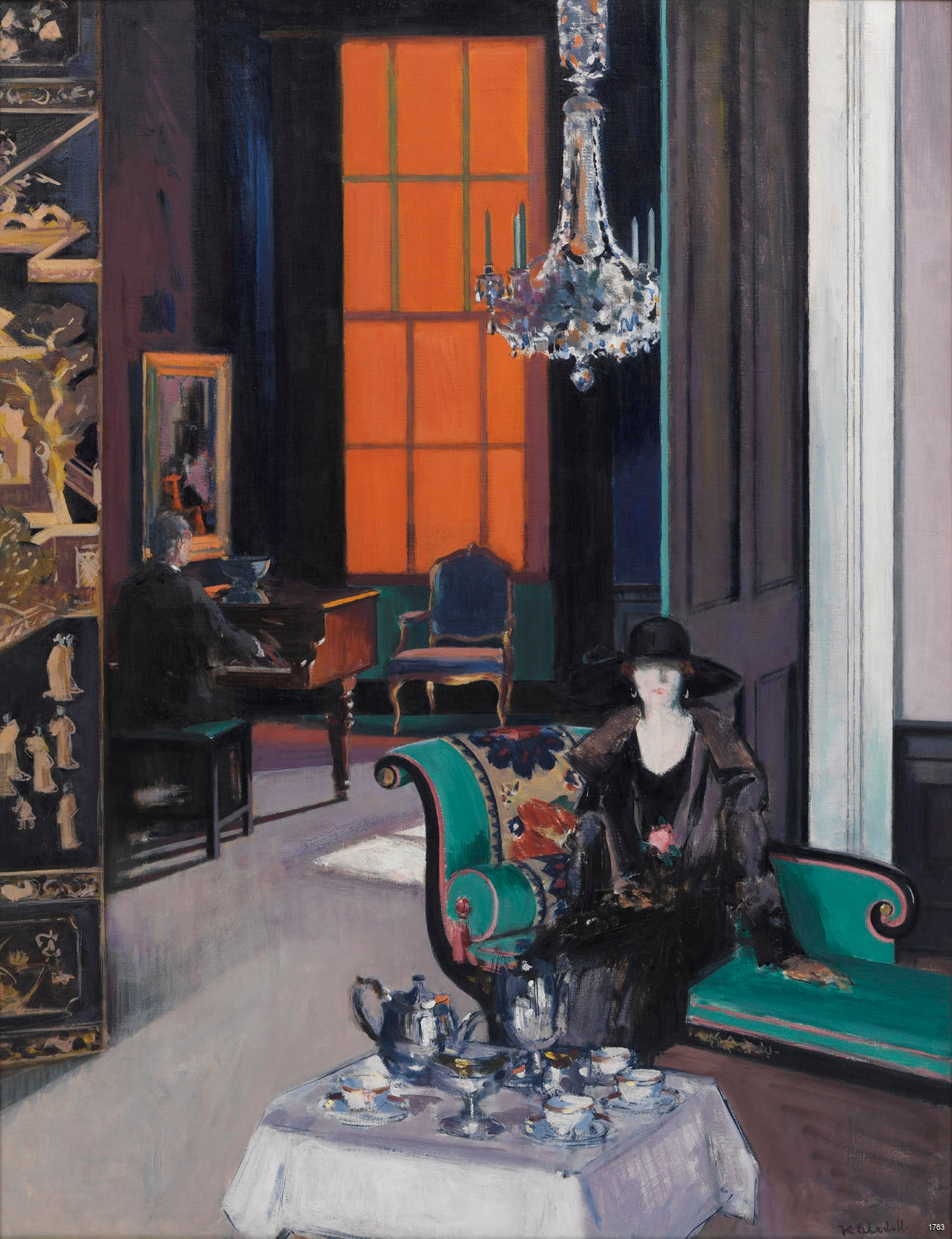
Interior, The Orange Blind
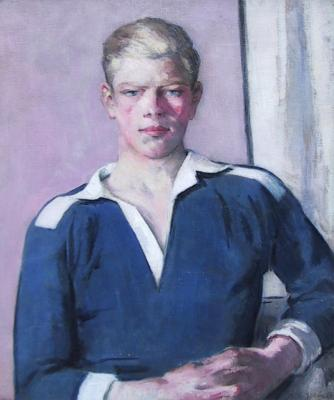
The Rugby Player
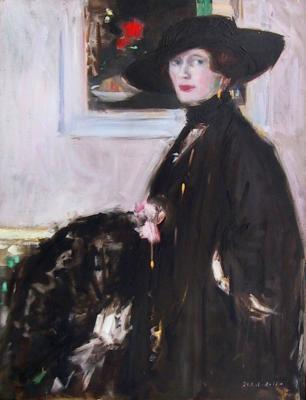
Black Hat, Miss Don Wauchope
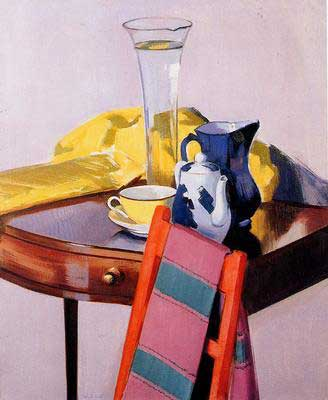
The Vase of Water
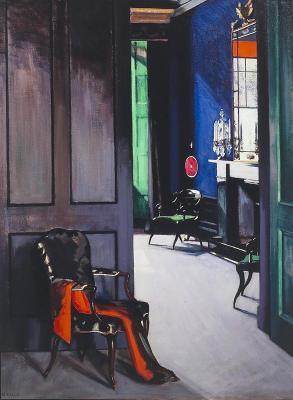
Interior with Opera Cloak
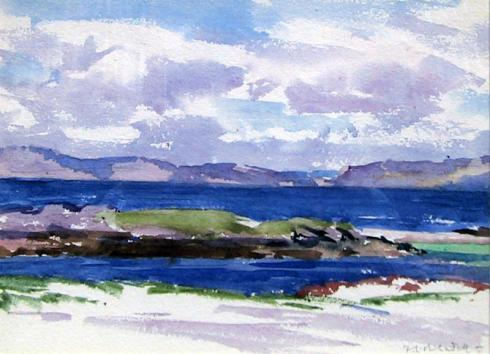
Cadell Iona

Cadell a passé une grande partie de sa vie en Écosse. Il a donc utilisé dans ses huiles et aquarelles des sujets et des environnements qui étaient les siens ; les paysages, les intérieurs d'Édimbourg, les natures mortes. Il est particulièrement connu pour ses portraits de femmes élégantes qu'il a peintes de manière impressionniste, représentant le sujet avec des vagues de couleurs vibrantes. Il a énormément apprécié les paysages de l’île d'Iona, qu'il a découverts pour la première fois en 1912 et qui occupent une place importante dans son œuvre. Au cours des années 1920, il y a passé plusieurs étés avec Samuel Peploe, un autre coloriste écossais, et a également été ami avec l'architecte écossais Reginald Fairlie.
Pendant la Première Guerre mondiale, il a servi dans les 9e régiments Argyll et Sutherland Highlanders et les 9e régiments Royaux écossais.
À son retour, sa peinture prit un aspect plus coloré et plus contrasté.
De 1932 à 1935, il lui fut de plus en plus difficile de vendre ses tableaux en raison du climat économique. Il est mort dans la pauvreté le 6 décembre 1937.

## Postérité
En 2009, deux de ses tableaux ont été vendus pour plus de 500 000 £.
D'octobre 2011 à mars 2012, la Galerie nationale écossaise d'art moderne a réalisé une rétrospective solo majeure du travail de Cadell, la première depuis celle tenue à la Galerie nationale d'Écosse en 1942.